# Initiation
Pour les articles homonymes, voir initiation (homonymie) et initiation chrétienne.
 (août 2022).
Si vous disposez d'ouvrages ou d'articles de référence ou si vous connaissez des sites web de qualité traitant du thème abordé ici, merci de compléter l'article en donnant les références utiles à sa vérifiabilité et en les liant à la section « Notes et références ».
 (novembre 2021).

L'initiation (du latin : initiatio), lors d'un rite de passage est le processus par lequel un novice acquiert un statut social ou spirituel plus élevé par l'acquisition de connaissances ou l'admission aux activités particulières d'une communauté religieuse, d'une société secrète ou d'un groupe,. D'une façon plus générale, le terme désigne l'accession à la connaissance préliminaire d'une science, d'une profession, d'un art. 
Le terme désigne aussi la cérémonie, le rite de passage ou l'épreuve, qui permet d'accéder au nouveau statut d'initié. 
Depuis les mystères d'Isis en Égypte, ceux d'Éleusis en Grèce, jusqu'à la franc-maçonnerie de nos jours, en passant par les peuples premiers, chaque espace culturel contient des rites d'initiation.

## Différents types d'initiations
Selon le sociologue Roger Bastide, on peut distinguer trois types d'initiation :
- initiation tribale : qui fait entrer des jeunes personnes dans la catégorie des adultes ;
- initiation religieuse : qui ouvre l'accès à des sociétés secrètes ou confréries fermées ;
- initiation magique : qui permet d'accéder à la possession de pouvoir surnaturels.

Le philosophe Pierre Riffard distingue également les initiations suivantes :
- initiation spirituelle : accès aux mystères sacrés par évolution intérieure ;
- initiation sacerdotale : transmission de connaissances secrètes (ex: brahmanes, druides, flamines) ;
- initiation chevaleresque : cf. les différentes étapes de l'entrée en chevalerie telles que l'adoubement ;
- initiation de métier : elle donne accès à des artisans ou ouvriers aux secrets de la profession.

## Initiation dans le langage courant
Dans leur acception courante, les rites de passage marquent, dans tous les peuples, l'accession à la maturité ou à l'indépendance. Ainsi, le baccalauréat, le permis de conduire, les bizutages dans certains établissements d'enseignement supérieur, par exemple, sont considérés comme des passages obligés indiquant un changement de statut social. 
On évoque aussi couramment une « initiation à l'informatique », au « secourisme », à la « plongée sous-marine », « au vol à voile », etc. 
« Initiatique » est devenu un mot à la mode, plus encore qu’« initiation », car toute épreuve de la vie (une longue maladie vaincue, un grave accident, un changement de profession, etc.) peut être considérée comme un vécu initiatique.
Dans un registre différent, un voyage est parfois qualifié d'« initiatique », parce qu'il amène l'individu à découvrir au dedans de lui un aspect inconnu de sa personne, vers un « renouveau », parfois exprimé comme une « renaissance ».|

## Dans l'Antiquité
Cependant, dans son acception ancienne, l'initiation a un sens moins profane, souvent marqué par un rite, ou des symboles, censés provoquer un éveil spirituel et une autre vision du monde.
- Dans l'Antiquité existaient de nombreux cultes dits à « Mystères » tout autour de la Méditerranée. Il y avait, comme l'atteste le conte de les Métamorphoses couramment nommé « L'âne d'or » d'Apulée, ou les textes de Plutarque, lui-même prêtre d'Apollon à Delphes, des initiations consacrées entre autres à Isis, ou à Osiris, à Cybèle, Orphée ou Héraclès, etc.
- On y célébrait aussi Dionysos (le deux fois né) à travers un ensemble de rites souvent spectaculaires ayant pour fonction d'imprégner la personnalité du futur initié et de la préparer au moment de l'initiation, ou à la révélation qu'il allait recevoir. Quelle était la nature de cette initiation et surtout de cette révélation ? On en sait aujourd'hui peu de choses, car le disciple était tenu à garder le secret, (et était censé ne pas parler même sous la torture). Cependant, quelques traits de l'initiation ont percé à travers les ouvrages des philosophes pré-socratiques comme Héraclite ou les mythes développés par Platon.
- Autour de ces maîtres, dont la vie semblait être la mise en pratique de leurs idées, la jeunesse dorée de l'Antiquité se regroupait, en quête de connaissance. Puis, pour parfaire leur « chemin », il n'était pas rare qu'ils voyagent à travers le bassin méditerranéen passant d'une initiation à une autre, en quête de perfectionnement et d'épreuves. Cependant, si l'initiation reste liée aux mythes qui façonnaient l'Antiquité, ceux-ci n'en construisent pas moins, encore aujourd'hui, notre personnalité.
- L'initié vivait, par exemple, la mort d'Osiris et sa résurrection, la quête d'Isis, celle d'Orphée dans son corps et sa conscience. Ces phénomènes que la religion considère comme véritables étaient semblables dans les Écoles des Mystères à des stades de découverte intérieure et de transformations censées conduire le disciple ou l'élève de son état actuel à un état de conscience plus élevé.

## Dans les religions
La plupart des religions ont des rites initiatiques.
Quelques exemples :
- L'âge de maturité, selon les termes de la bahaïsmefoi Baha'i dans le Bahaïsme, est le moment ou un enfant est considéré spirituellement mature - à 15 ans-. Les baha'is qui ont atteint cet âge sont censés commencer à observer certaines des règles baha'ies, telles que la prière obligatoire et le jeûne.
- L'initiation chez une société animiste : chez les Batammariba du Koutammakou (nord du Togo et du Bénin) le dikuntri est le rituel initiatique des jeunes filles et le difwani  le rituel initiatique des jeunes garçons vierges d'un clan. Tous deux ont lieu tous les quatre ans, l'un à la suite de l'autre, dans plusieurs clans du Koutammakou. Le dikuntri, qui ne fait subir aucun sévice aux jeunes filles, magnifie la maternité et les relations entre morts et vivants[6]. Par l'intermédiaire des  jeunes initiés, le difwani renouvelle le pacte sacré entre les humains et les puissances chthoniennes dont dépend toute vie sur terre. Il évoque un grandiose rite agraire[7].

## Dans l'ésotérisme
L'initiation se fait par des rites. Selon René Guénon, « ils constituent l’élément essentiel pour la transmission de l’influence spirituelle et le rattachement à la "chaîne" initiatique, si bien qu’on peut dire que, sans les rites, il ne saurait y avoir d’initiation en aucune façon. »

### Franc-maçonnerie
Les francs-maçons progressent dans leur démarche initiatique par grades successifs, parfois appelés degrés.

### Kabbale
Le système mystique de la Kabbale, tradition ésotérique et exégèse de la Torah, comporte également une dimension initiatique. Bien que cette initiation puisse se passer dans le cadre d'un enseignement reçu par des élèves auprès d'un Rabbin kabbaliste, celle-ci ne consiste pas en des grades particuliers et bien définis comme dans la franc-maçonnerie ou le rosicrucianisme, mais davantage dans la capacité qu'a l'élève à pénétrer les secrets que renferment la Torah et de la lumière qu'il en reçoit.